# Latolistek cytrynek
Latolistek cytrynek, listkowiec cytrynek (Gonepteryx rhamni) – gatunek motyla dziennego z rodziny bielinkowatych (Pieridae). Jest to jedyny europejski motyl zimujący w opadłych liściach. Występuje w Europie, północnej Afryce, strefie umiarkowanej w Azji (aż po Japonię), w Polsce pospolity.
Łacińska nazwa gatunkowa oznacza dosłownie „kątoskrzydły szakłakowy” w nawiązaniu do kształtu drugiej pary skrzydeł oraz szakłaku pospolitego, rośliny żywicielskiej gąsienic, której synonim to Rhamnus frangula.

## Wygląd
Skrzydło przednie z charakterystycznym, zaostrzonym wierzchołkiem, skrzydło tylne z niewielkim ząbkiem. Wyraźny dymorfizm płciowy. Skrzydła samców są cytrynowożółte, natomiast skrzydła samic zielonkawobiałe. Na skrzydłach znajdują się charakterystyczne pomarańczowe punkty. Rozpiętość skrzydeł: 48–55 mm. Gąsienice są smukłe, zielone z jasnymi paskami wzdłuż boków ciała.

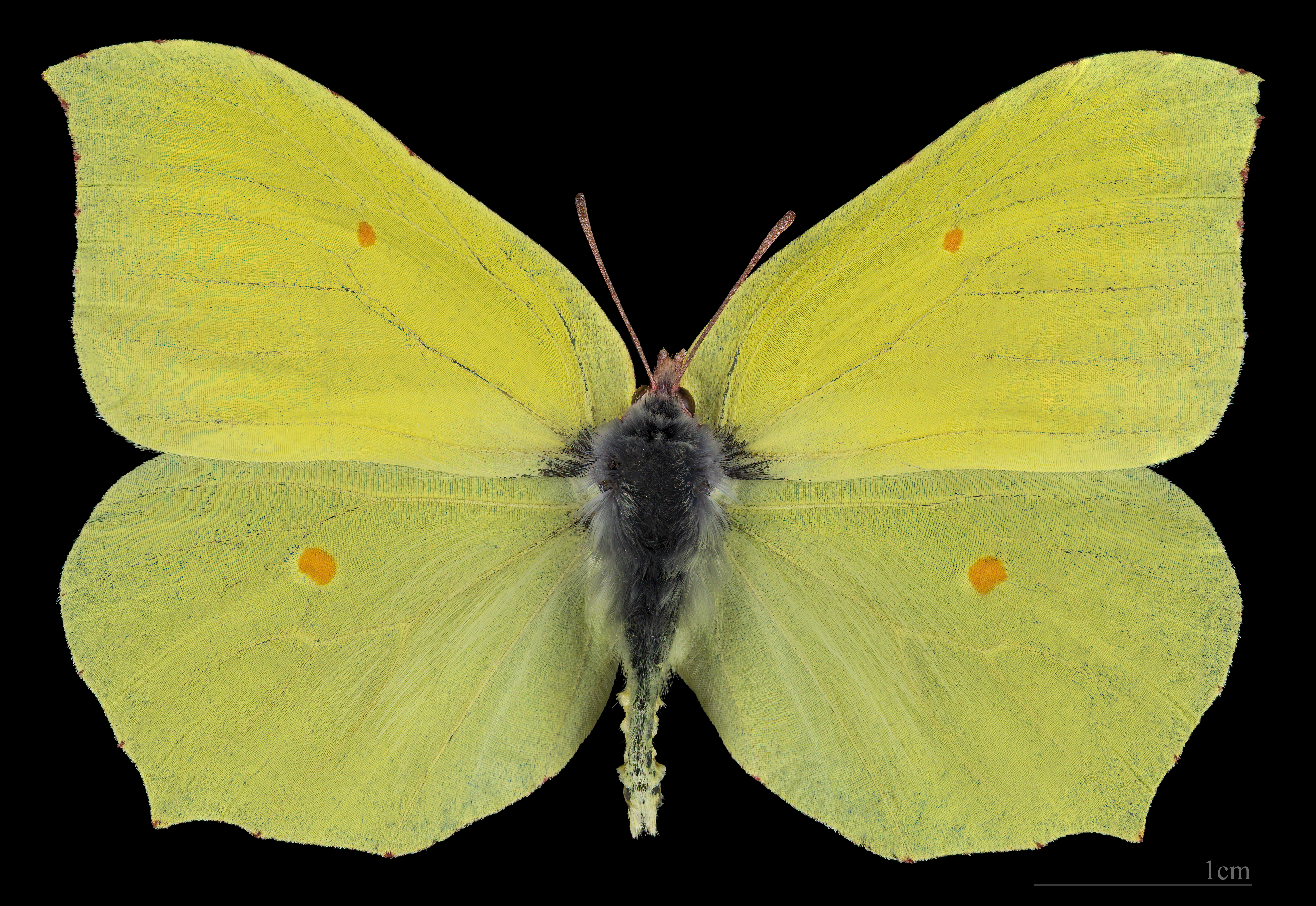
Gonepteryx rhamni ♂
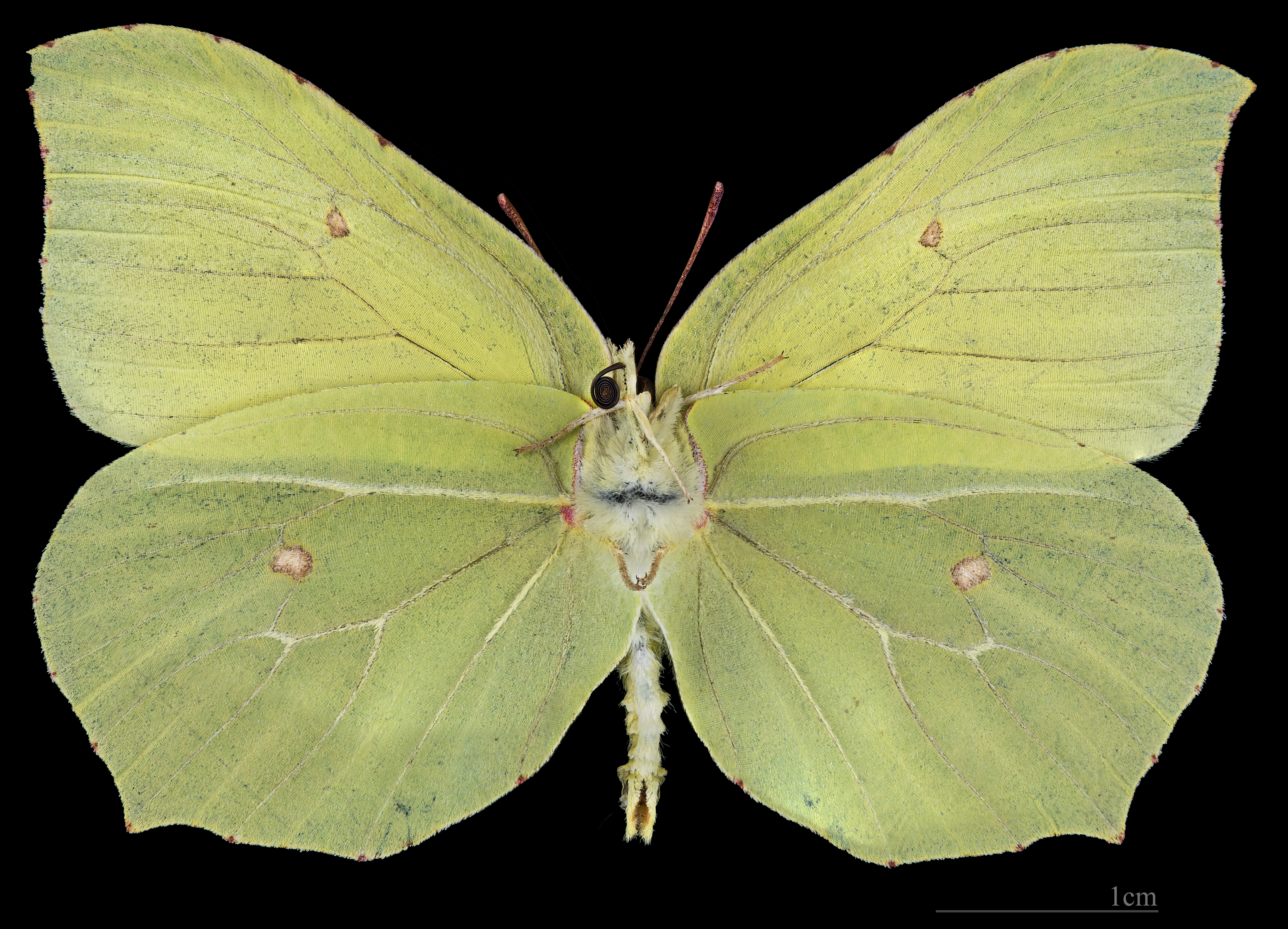
Gonepteryx rhamni ♂  △
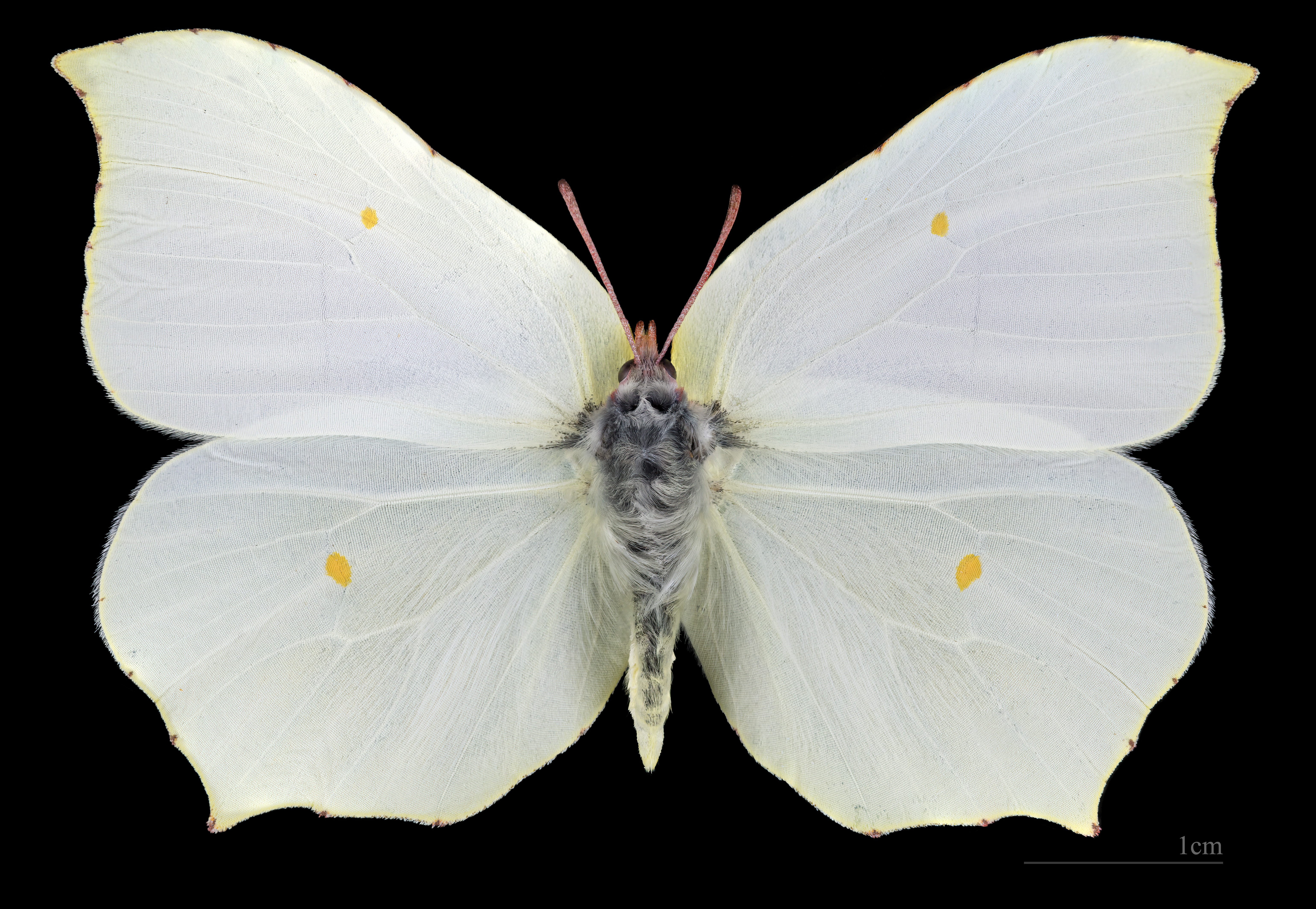
Gonepteryx rhamni ♀
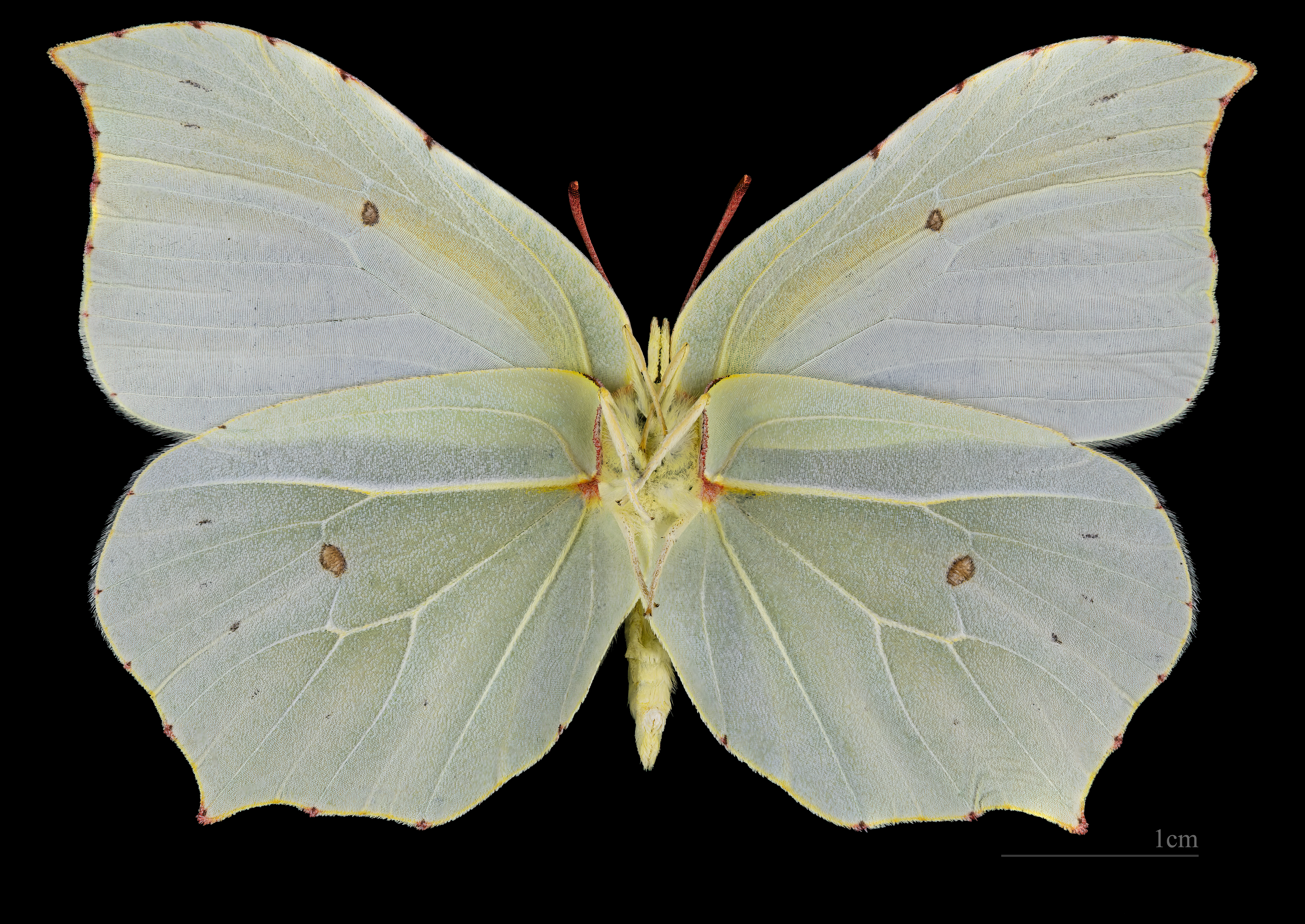
Gonepteryx rhamni ♀ △

## Biotop
Jest bardzo pospolitym motylem. Występuje zarówno na nizinach, jak i w górach. Typowym środowiskiem życia są wolne przestrzenie w pobliżu lasów. Można go także spotkać na nasłonecznionych polanach i w ogrodach, lasach, zaroślach, miedzach, terenach ruderalnych.

## Rośliny żywicielskie gąsienic
Gąsienice żerują na szakłaku pospolitym lub kruszynie. Wygryzają otwory w liściach, a następnie zjadają blaszkę w kierunku do brzegu. 

## Rozwój
Po przezimowaniu samce pojawiają się wiosną wcześniej niż samice. Po zapłodnieniu samice składają białawe jaja pojedynczo lub po kilka na pąkach lub na spodzie rozwijających się liści roślin żywicielskich (kruszyna pospolita, szakłak pospolity). Gąsienice wylęgają się po 1–2 tygodniach. Rozwój gąsienic trwa około miesiąca, występuje pięć linień i pięć stadiów larwalnych. Po przepoczwarczeniu trwającym około dwóch tygodni, dorosłe motyle pojawiają się na początku lipca. Po krótkim okresie aktywności wyszukują kryjówki, w których spędzają lato w stanie estywacji. Ponownie aktywują się wczesną jesienią, a ukrywają przed nadejściem zimy w dziuplach, szczelinach skalnych lub opadłych liściach. Zimują osobniki dorosłe.